# Eunice siciliensis
Eunice siciliensis är en ringmaskart som först beskrevs av Grube 1840.  Eunice siciliensis ingår i släktet Eunice och familjen Eunicidae. Inga underarter finns listade i Catalogue of Life.